# Неділя про розслабленого

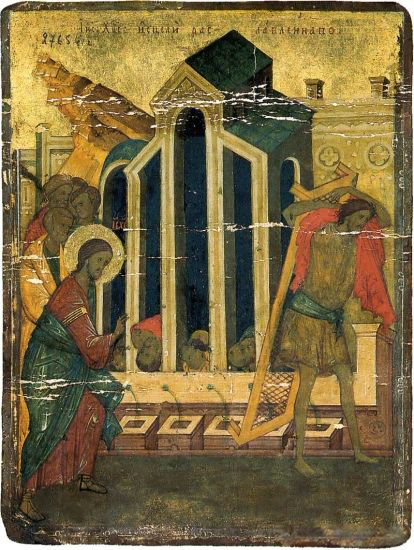
Іконописне зображення: «Зцілення розслабленого при Овчей купелі.» Росія, Друга чверть XV століття. Полотно, левкас, темпера. 23 × 18 см Сергієво-Посадський державний історико-художній музей-заповідник

Тиждень про розслабленого (грец. Κυριακή τοῦ Παραλύτου) — четвертий Тиждень (неділя) по Великодні в Православній і Греко-католицьких церквах. Назва цього дня походить від того, що на літургії читається Євангеліє від Івана, 14-те зачало, про зцілення Ісусом Христом розслабленого в Єрусалимі, при Овчей купелі, іменованою Віфезда (Ін. 5:1–15)
|                              | Після цього було юдейське свято, і прийшов Ісус до Єрусалима. В Єрусалимі ж біля Овечих воріт є купальня, що по-єврейськи зветься Вифезда, яка мала п'ять критих входів. У них лежало багато хворих, сліпих, кривих, сухих, що чекали руху води, бо ангел Господній щороку сходив у купальню і збурював воду; і хто перший входив після збурення води, той одужував, хоч би яку недугу мав. Тут був чоловік, який хворів тридцять вісім років. Ісус, побачивши, що він лежить, і знаючи, що вже довго хворіє, говорить йому: чи хочеш бути здоровим? Недужий відповів Йому: так, Господи! Але людини не маю, щоб, коли збуриться вода, опустила мене в купальню; коли ж я приходжу, інший вже поперед мене входить. Ісус говорить йому: встань, візьми постіль твою і ходи. І він одразу одужав, взяв постіль свою і пішов. Була ж субота у той день. Тому юдеї говорили зціленому: сьогодні субота, і не слід було тобі брати постіль свою. Він відповів їм: Хто зцілив мене, Той сказав мені: візьми постіль твою і ходи. Його спитали: Хто Той Чоловік, Який сказав тобі: візьми постіль твою і ходи? А зцілений не знав, хто Він, бо Ісус зник у натовпі, що був на тому місці. Потім Ісус зустрів його у храмі і сказав йому: ось ти одужав; не гріши більше, щоб з тобою не сталося чого гіршого. Чоловік цей пішов і сказав юдеям, що Той, Хто зцілив його, є Ісус. |
| — Євангеліє від Івана 5:1–15 | |

Богословський сенс чуда зцілення Ісусом Христом розслабленого з Євангельського оповідання розкривається в богослужбових текстах (у стихирах, каноні, в Синаксарі), які звучать в цей день в Православній церкві. У них душа кожної людини порівнюється з розслабленим, а причиною хвороби називаються гріхи, які може зцілити і зцілить лише один Бог — Ісус Христос. Христос зцілює будь-які хвороби не тільки тілесні, але й душевні, від людини вимагається лише щире розкаяння в гріхах і виправлення, тобто не повторення їх в майбутньому. Оскільки покаяння неможливе без виправлення.
Між сходженням Ангела в Овечу купіль і Христом проводяться порівняння в богослужбових текстах. Якщо Ангел сходив лише раз на рік і лікарську допомогу отримувала лише одна людина, то Бог Слово своїм сходження на землю через Своє Розп'яття і Воскресіння всім людям дарував Святе Хрещення, яке, по вірі охрещуваного, здатне зцілити людину від хвороб як душевних, так і тілесних. 
Про ці ворота пише пророк Неємія (3:1). Пророк описує відбудову Єрусалимських стін після повернення залишка Ізраїля з Вавилонського полону. Різні ділянки роботи були розподілені між різними особами та групами людей. Особливість розподілу в тому, що кожна ділянка була від одних воріт до наступних. Неємія згадує 10 воріт, починаючи з Овечих і завершуючи воротами Гаммифкад, що означає Судні. В останньому вірші третьої глави пророк зазначає, що між Судними та Овечими воротами лагодили сріблярі і торговці. Таким чином, коло замкнулося.  
Неємія змальовує початок нового життя після Вавилонського полону, починаючи з воріт, якими вводилися тварини для жертвоприношення, і завершуючи Судними воротами. В Новому Заповіті описаний той самий шлях від жертви Христа до Другого пришестя…
Купіль Віфезда, «Дім милосердя», мала «п'ять критих входів» — своєрідних галерей вздовж чотирьох країв басейна. На додаток, посередині була вибудувана стіна, що розділяла купіль на дві частини, а на поверхні мала таку саму галерею. Число п'ять не є випадковим для Святого Письма. В єврейській традиції завжди приділяли цифрам особливу увагу. Якщо б довелося запитати першого зустрічного на вулицях Єрусалима часів Христа: «Завершіть фразу: п'ять…» У відповідь прозвучало би: «П'ять книг Закону» — перші книги Біблії, що містять Заповіт між Богом та обраним народом.
На додаток ,число п'ять було символом особливого ставлення і заступництва. Коли Йосип бажав продемонструвати особливе ставлення до свого брата, то послав йому вп'ятеро більше їжі ніж іншим (Бут.43:34) та дав п'ять перемін одягу, а іншим братам по одній (Бут.45:22). У Новому Заповіті бачимо, що Христос п'ятьма хлібами нагодував п'ять тисяч голодних. П'ята строфа Господньої молитви говорить «Хліб наш насущний дай нам сьогодні», а п'ята заповідь є єдиною, до якої приєднана обітниця благословення. Таким чином, п'ять критих ходів навколо «дому Милосердя» вказують на Ізраїль та особливу Божу любов до обраного народу.
Під дахом галерей «лежало багато хворих, сліпих, кривих, сухих, що чекали руху води» (Ін. 5:3). Ці люди являють собою тогочасний Ізраїль і особливо духовний стан обраного народу. Протягом століть Господь опікувався своїм народом, але цей же народ постійно відвертався від нього. За часів Христа юдеї пишалися і вихвалялися законом настільки, що він став важливіший за самого Бога. Підміна відбулася поступово та проявилася назовні у тому, що заради власного розуміння закону обраний народ відкинув Спасителя. Духовне керівництво було «хворим». Садукеї не бачили своєї хвороби і тому названі «сліпими». Фарисеї, маючи закон, ходили його стежками, які Євангеліст називає «кривими”. Але якщо «сліпі» та «криві» ходили хоч якось, то залишок народу називають «сухими» (паралізованими) — тобто такими, що взагалі не могли нікуди пересуватися.
Нарешті, усі ці люди «чекали руху води» так, як Ізраїль чекав свого Месію. Коли Бог був присутнім серед них, вони очікували чуда від ангела. Кількома рядками Святе Письмо дає розуміння духовного стану обраного Богом народу.
Серед шукаючих зцілення був чоловік, що хворів тридцять вісім років. Ця цифра також є знаковою, бо 38 років провів народ Ізраїлю у пустелі після виходу з Єгипетської неволі (Втор. 2:14) допоки не помер останній раб. Протягом цього часу ізраїльтяни плакалися на важку долю й були готові відступити від істинної віри.

## У богослужбових текстах
Кондак, глас 3: Душу мою, Господи, у гріхах всіляких і безглуздими діяннями тяжко розслаблену, * воздвигни божественним Твоїм заступництвом, * як і розслабленого воздвигнув Ти древньо, * щоб я кликав до Тебе, спасаючись: * Слава, Христе, владі Твоїй. 